# لئوپولد گودوفسکی
لئوپولد گودوفسکی (لهستانی: Leopold Godowsky؛ ۱۳ فوریه ۱۸۷۰ – ۲۱ نوامبر ۱۹۳۸) یک نوازنده پیانو، و آهنگساز لهستانی‌الاصل اهل ایالات متحده آمریکا بود.
او دانش‌آموختهٔ دانشگاه هنر برلین و یکی از معروف‌ترین نوازندگان دوران خود بود و به سبب اصول نظری‌اش در زمینهٔ فشار ملایم بر کلاویه‌ها و صرفه‌جویی در حرکت بر روی آنها شناخته می‌شد؛ تکنیکی که بعدها توسط شاگردانش از جمله هاینریش نویهاوس رواج داده شد.
بزرگان موسیقی او را «بودای پیانو» لقب داده بودند. وی نمونهٔ فوق‌العاده‌ای از یک پیانیست خودآموخته در تاریخ هنر محسوب می‌شود. فروچو بوزونی، خودش و گودوفسکی را «تنها آهنگسازانی پس از فرانتس لیست» می‌دانست که «واقعاً کار مهمی در زمینهٔ آهنگسازیِ پیانو انجام داده بودند.»
اجرای تعداد قابل‌توجهی از ساخته‌های او برای پیانو، بسیار مشکل است. به‌عنوان نمونه، بزرگانی چون ولادیمیر هوروویتس اظهار داشت «پاساکالیا» (که از ۴۴ واریاسیون، کادنزا و فوگ بر روی بخشِ آغازینِ «سمفونی ناتمام» فرانتس شوبرت تشکیل شده) عملاً غیرقابل اجراست، چرا که نواختن آن، نیازمند ۶ دست است. با این وجود، اجراهایی از این قطعه صورت گرفته است. آثار گودوفسکی، الهام‌بخشِ برخی آثار موریس راول و سرگئی پروکفیف بوده است.
او شاگردان فراوانی تربیت کرد که از آن میان می‌توان به «پال ولز»، «یان اسمترلین»، «ایسای دوبرووین»، «فَنی چارلز دیلن»، «سویاتوسلاو ریختر»، «رادو لوپو»، «هاینریش نویهاوس» و «امیل گیللس» اشاره کرد.